# Detlev Buchholz (Physiker)

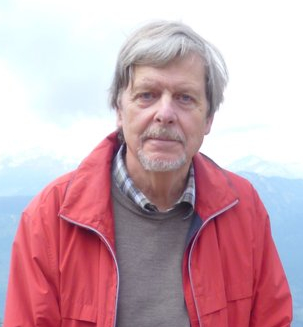
Detlev Buchholz

Detlev Buchholz (* 31. Mai 1944 in Danzig) ist ein deutscher theoretischer Physiker und  Professor i. R. der Universität Göttingen.

## Leben und Werk
Buchholz studierte Physik in Hannover und Hamburg, wo er 1968 sein Diplom machte. 1970/71 war er an der University of Pennsylvania. Nach der Promotion 1972 in Hamburg bei Rudolf Haag arbeitete er an der Universität Hamburg und war 1974/75 am CERN. 1975 bis 1978 arbeitete er als Forschungsassistent in Hamburg, wo er sich 1977 habilitierte. 1978/79 war er als Max-Kade-Stipendiat an der University of California, Berkeley. 1979 wurde er Professor in Hamburg und wechselte 1997 an die Universität Göttingen. Seit 2010 ist er im Ruhestand.
Buchholz lieferte wichtige Beiträge zur relativistischen Quantenphysik und Quantenfeldtheorie, insbesondere im Bereich der axiomatischen Quantenfeldtheorie.

## Schriften
- Buchholz „Quantenfeldtheorie ohne Felder“, Artikel zum Erhalt der Planck-Medaille, Physik Journal 7, 2008 (online)
- Buchholz „Algebraic QFT – a status report“, Plenary Talk 12. International Congress Mathematical Physics, 2000 (online)
- Buchholz, Haag „The Quest for understanding relativistic quantum physics“, J.Math.Phys. 41, 2000 (online)
- Buchholz „Current Trends in Axiomatic QFT“, Ringberg Symposium 1998, Lecture Notes in Physics, Bd. 558, 2000, S. 43 (online)

## Auszeichnungen und Ehrungen
- Physik-Preis der Deutschen Physikalischen Gesellschaft (1977, gemeinsam mit Gert Strobl)[1]
- Physik-Preis der Akademie der Wissenschaften zu Göttingen (1979)[2]
- Japanese-German Research Award 1995 der Japan Society for the Promotion of Science und Alexander von Humboldt Stiftung
- Invited Speaker auf dem Internationalen Mathematikerkongress 1998 in Berlin (Scaling algebras in local relativistic quantum physics).[3]
- Pohl-Medaille der Fakultät für Physik der Georg-August-Universität Göttingen für außergewöhnliche Lehrleistungen (Wintersemester 2007/2008)[4]
- Max-Planck-Medaille 2008 der Deutschen Physikalischen Gesellschaft „für seine herausragenden Beiträge zur Quantenfeldtheorie“.[5]